# Symphurus strictus
Symphurus strictus es una especie de pez de la familia Cynoglossidae en el orden de los Pleuronectiformes.

## Distribución geográfica
Se encuentran en Mozambique, las Maldivas, el Japón, las Filipinas y las islas Hawaii.